# Opius townesi
Opius townesi är en stekelart som beskrevs av Fischer 1965. Opius townesi ingår i släktet Opius och familjen bracksteklar. Inga underarter finns listade i Catalogue of Life.